# Malad City
Malad City es una ciudad ubicada en el condado de Oneida en el estado estadounidense de Idaho. En el Censo de 2010 tenía una población de 2095 habitantes y una densidad poblacional de 488,16 personas por km².

## Geografía
Malad City se encuentra ubicada en las coordenadas 42°11′28″N 112°14′58″O / 42.19111, -112.24944. Según la Oficina del Censo de los Estados Unidos, Malad City tiene una superficie total de 4.29 km², de la cual 4.29 km² corresponden a tierra firme y (0%) 0 km² es agua.

## Demografía
Según el censo de 2010, había 2095 personas residiendo en Malad City. La densidad de población era de 488,16 hab./km². De los 2095 habitantes, Malad City estaba compuesto por el 0.1% blancos, el 0% eran afroamericanos, el 0.48% eran amerindios, el 0.81% eran asiáticos, el 0.05% eran isleños del Pacífico, el 0.91% eran de otras razas y el 1.29% pertenecían a dos o más razas. Del total de la población el 2.91% eran hispanos o latinos de cualquier raza.